# Rohrbach an der Gölsen
Pour les articles homonymes, voir Rohrbach.
Rohrbach an der Gölsen est une commune autrichienne du district de Lilienfeld en Basse-Autriche.